# Goehner
Goehner és una població dels Estats Units a l'estat de Nebraska. Segons el cens del 2000 tenia 186 habitants.

## Demografia
Segons el cens del 2000, Goehner tenia 186 habitants, 75 habitatges, i 48 famílies. La densitat de població era de 422,4 habitants per km².
Dels 75 habitatges en un 24% hi vivien nens de menys de 18 anys, en un 61,3% hi vivien parelles casades, en un 1,3% dones solteres, i en un 34,7% no eren unitats familiars. En el 29,3% dels habitatges hi vivien persones soles el 9,3% de les quals corresponia a persones de 65 anys o més que vivien soles. El nombre mitjà de persones vivint en cada habitatge era de 2,48 i el nombre mitjà de persones que vivien en cada família era de 3,16.
Per edats la població es repartia de la següent manera: un 23,7% tenia menys de 18 anys, un 4,8% entre 18 i 24, un 25,8% entre 25 i 44, un 27,4% de 45 a 60 i un 18,3% 65 anys o més.
L'edat mediana era de 42 anys. Per cada 100 dones de 18 o més anys hi havia 108,8 homes.
La renda mediana per habitatge era de 42.143 $ i la renda mediana per família de 58.125 $. Els homes tenien una renda mediana de 27.159 $ mentre que les dones 30.893 $. La renda per capita de la població era de 19.782 $. Cap de les famílies i l'1,6% de la població estaven per davall del llindar de pobresa.

## Poblacions més properes
El següent diagrama mostra les poblacions més properes.